# Ubiale Clanezzo
Ubiale Clanezzo là một đô thị ở tỉnh Bergamo trong vùng Lombardia, có vị trí cách khoảng 50 km về phía đông bắc của Milano và khoảng 10 km về phía tây bắc của Bergamo. Tại thời điểm ngày 31 tháng 12 năm 2004, đô thị này có dân số 1.296 người và diện tích là 7,3 km².
Đô thị Ubiale Clanezzo có các frazione (đơn vị cấp dưới) Clanezzo.
Ubiale Clanezzo giáp các đô thị: Almenno San Salvatore, Brembilla, Capizzone, Sedrina, Strozza, Villa d'Almè.